# García de Médici
García de Médici, (Florencia, Italia; 5 de julio de 1547 - 6 de diciembre de 1562), séptimo hijo del II Duque de Florencia Cosme I de Médici y de su esposa Leonor Álvarez de Toledo, hija del Virrey de Nápoles. Sus padres habían elegido un nombre español (García), Garzia en italiano.

## Primeros años
Hijo del segundo Duque de Florencia Cosme I de Médici y de su esposa Leonor Álvarez de Toledo. Sus padres habían planeado para él una carrera militar en la Armada y a los 13 años, ya había sido nombrado Comandante Honorario y Comandante Supremo de las galeras de la Toscana. 

## Malaria y muerte

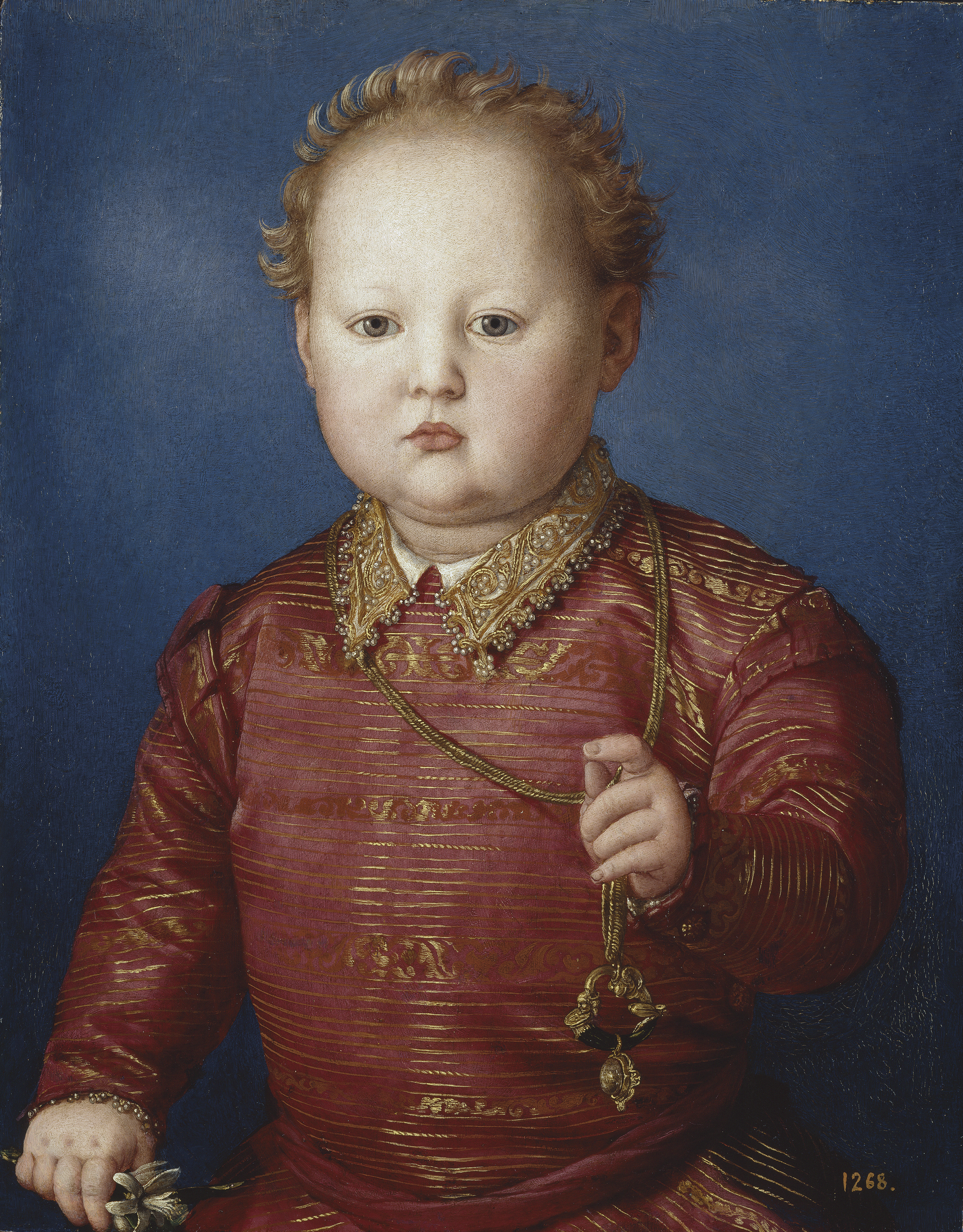
García de Médici en 1550 por Bronzino.

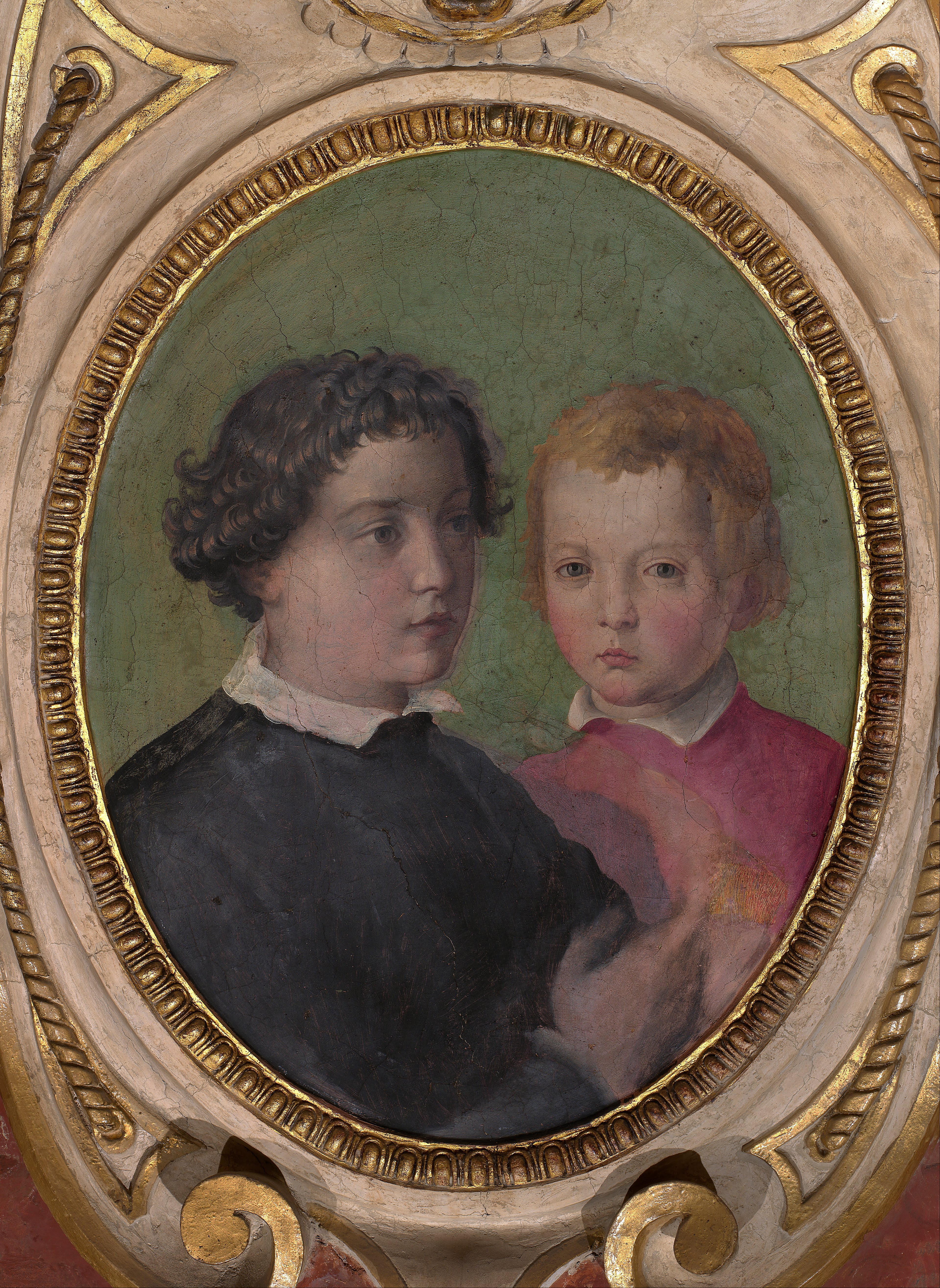
García, junto a su hermano Giovanni por Giorgio Vasari.

En 1562 acompañó a su padre con su madre y sus hermanos Giovanni y Fernando I de Médici, en la costa toscana para embarcarse a España, donde vivía el hijo mayor Francisco I de Médici. Pero su madre, Leonor, y los muchachos contrajeron la malaria y, todos menos Fernando, murieron a las pocas semanas, para el disgusto del Duque, que perdió a dos hijos y a su amada esposa. 
Muchas de las muertes súbitas en la familia del duque inmediatamente despertaron las sospechas de los familiares, que también acudieron al Concilio de Trento. Varias fuentes confirmaron, sin embargo, que durante el período hubo una epidemia violenta de gripe.
El único retrato realizado de García es a la edad de unos dos o tres años por Bronzino.

## Ascendencia
| García de Médici | Padre: Cosme I de Médici        | Abuelo paterno: Juan de Médici                   | Bisabuelo paterno: Giovanni de Médici         |
| García de Médici | Padre: Cosme I de Médici        | Abuelo paterno: Juan de Médici                   | Bisabuela paterna: Caterina Sforza            |
| García de Médici | Padre: Cosme I de Médici        | Abuela paterna: María Salviati                   | Bisabuelo paterno: Jacobo Salviati            |
| García de Médici | Padre: Cosme I de Médici        | Abuela paterna: María Salviati                   | Bisabuela paterna: Lucrecia de Médici         |
| García de Médici | Madre: Leonor Álvarez de Toledo | Abuelo materno: Pedro Álvarez de Toledo y Zúñiga | Bisabuelo materno: Fadrique Álvarez de Toledo |
| García de Médici | Madre: Leonor Álvarez de Toledo | Abuelo materno: Pedro Álvarez de Toledo y Zúñiga | Bisabuela materna: Isabel de Zúñiga           |
| García de Médici | Madre: Leonor Álvarez de Toledo | Abuela materna: María Osorio Pimentel            | Bisabuelo materno: Luis Pimentel              |
| García de Médici | Madre: Leonor Álvarez de Toledo | Abuela materna: María Osorio Pimentel            | Bisabuela materna: Juana Osorio               |